# 兵士と笑う女
『兵士と笑う女』（へいしとわらうおんな、蘭: De Soldaat en het Lachende Meisje, 英: Officer and Laughing Girl）は、オランダの画家ヨハネス・フェルメールが1655年から1660年の間に描いた絵画。『士官と笑う娘』、『士官と笑う女』などの日本語表記もある。キャンバスに油彩で描かれた作品で、2023年現在、ニューヨークのフリック・コレクションが所蔵している。
フェルメール作品の特徴である窓辺の人物、光の表現、絵のサイズなどがそろった最初期の作品とされる。また、フェルメールが制作にカメラ・オブスクラを使っていたという仮説が出たきっかけの作品でもある。フェルメールはオランダの風俗画の定型だった要素を減らして、独自の風俗画を表現した。
制作時期について、所蔵館のフリック・コレクションは1657年、アーサー・K・ウィーロックとアルバート・ブランケルトは1658年、小林頼子は1658年から1659年としている。フェルメールの研究サイトである「エッセンシャル・フェルメール (Essential Vermeer)」では、1655年から1660年の間としている。『窓辺で手紙を読む女』や『牛乳を注ぐ女』と前後する時期にあたる。

## 時代背景

### オランダ独立と社会の変化
オランダはスペインとの八十年戦争（1568年-1648年）に勝利して独立を果たし、大西洋やアジアに進出して海上帝国として成長した。オランダ東インド会社によってオランダ本土に貿易品が集まり、フェルメールが住むデルフトも繁栄した。政治体制は王政から共和政となった。国教はカトリックからプロテスタントとなり、教会の内部を宗教画で飾るカトリックの習慣がなくなった。社会階層は戦争時の王侯貴族に代わって、商人に代表される富裕市民が力を持つようになる。経済では個々の商人の活動に代わって会社組織が活発になった。

### 風俗画の隆盛
共和国として独立したオランダ社会の変化は、美術にも影響を与えた。市民による絵画の購買が増え、新しい市民層の顧客は大型の宗教画や歴史画よりも自分たちの姿や土地を描く作品に関心を持った。市場では、日用品のように手軽に絵画を買う機会も増えた。それまでの有力な依頼主であった教会や王侯貴族からの注文は減り、画家は聖書や物語を題材とする絵画から風俗画へとスタイルの変更が求められた。
フェルメールが活動した17世紀半ばには、写実的な風俗画の形式が整い、洗練された仕上がりの作品も好まれるようになっていた。最初期は宗教画を描いていたフェルメールも同時代の作品から学び、風俗画へと移っていく。『兵士と笑う女』はその過渡期の作品にあたる。

## 構成

### 構図
窓辺で男女が談笑をしており、2人は構図と光によって対照的に描かれている。女性は半ば開けられた窓からの日光を受けて輝いている。これに対して男性は、壁やテーブルクロスの明るさに対してシルエットのようになっている。男性は背面を向けているため、表情と左手の様子はほとんど見えない。女性は笑顔を浮かべて開放的であり、白い頭巾と黄色いドレスも明るさを強調している。女性の表情から、男性も会話を楽しんでいるであろうことが推測できる。
鑑賞者は男性の肩越しに観るような構図になっている。人物の明暗が明確なため、2人が光を囲んでいるような効果を与えている。これはカラヴァッジョ風の画家を指すカラヴァジストから続く表現だが、人物が正面から向かい合う配置はフェルメールの作品としては珍しい。
透視図法を意識して作図されており、閉じた窓枠の消失点は2人の中間にあり、2人の視線は消失点とほぼ同じ高さにそろえられている。開いた窓や、男性が座る椅子の枠は、左側の消失点に集まるようになっている。女性の頭上にある地図の下端は男性の額へと達しており、2人の心理的な距離が近く見えるようになっている。
向かい合っている2人のうち、手前の男性は女性に比べると大きく見え、奥行きが見て取れる。男性の大きさに加えて、後方へ伸びる窓枠によって遠近法が強調されている。前景の半分近くを占める男性の大きさは、広角レンズや凸面鏡から見た光学効果に似ている。そのため、フェルメールが光学装置を用いて制作したという説のきっかけとなった（後述）。
『兵士と笑う女』はフェルメールが様式を確立する過渡期にありながらも、光の表現、厚塗りの処理など、彼の特徴が見られる。のちの作品では、人物の見かけが大きく異なるように描くことはなくなるが、左側の窓、奥の壁との並行などの要素は引き継がれていった。

### 人物

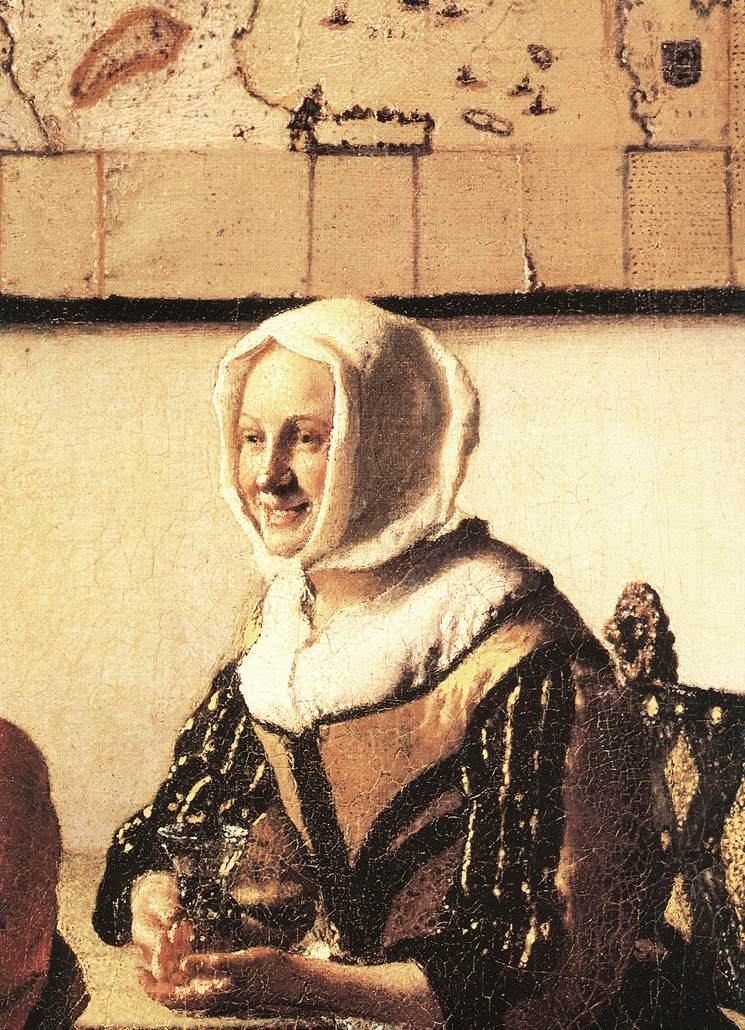
女性の拡大画像。当時は歯を見せる笑顔は愚かさや罪深さを暗示し、娼婦に多く見られる表現だったが、フェルメール作品にはその種の教訓的意味は薄い（後述）。

2人きりの男女が描かれている。オランダの男女の交際方法は、フェルメールの生きていた時代に大きな変化の途上にあった。かつては交際しようとする者が2人きりになることは許されなかったが、特に都市部では2人での会話が普及しつつあった。絵画で描かれる男女関係も変化し、娼家とは異なる家庭の室内における男女の駆け引きが登場するようになった。フェルメールにも明確に娼家を題材にした『取り持ち女』があるが、この作品では、新しい交際の形を描いている。
それまでのオランダ絵画で男女がワインを飲む場合は、娼家や宿屋を背景にしていた。この絵でも女性がワイングラスを持っているが、2人がいるのは日常の家屋であり、性的な要素はあからさまではない。しかし、女性の左手が手のひらを上にしたしぐさは、金銭を求めているようにも見えるために解釈に幅をもたらしている。
女性のモデルは、フェルメールの妻であるカタリーナ・ボルネスと推測されている。カタリーナは、『窓辺で手紙を読む女』や『天秤を持つ女』など他のフェルメール作品でもモデルになっているとされる。

### 衣服

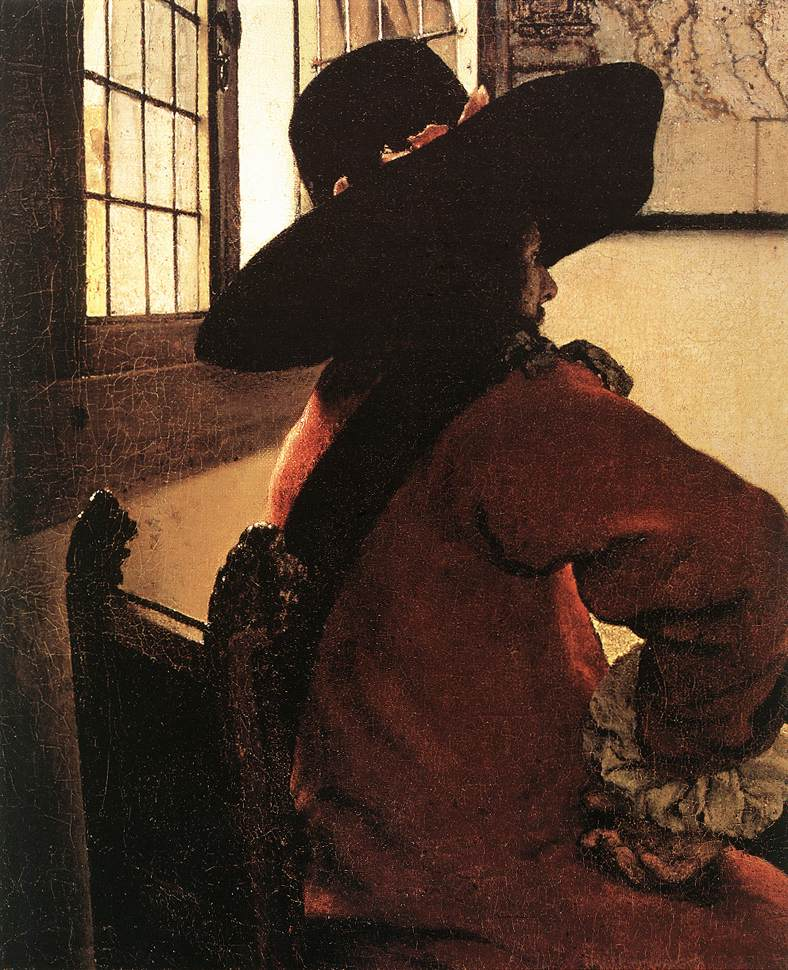
男性の拡大画像。フェルト帽は裕福な者がかぶるタイプになっている。

女性が着ているのは絹のガウンである。フェルメールはこのドレスを『窓辺で手紙を読む女』など計4つの作品にも使っており、好んでいたことがうかがえる。テーブルの下は暗くて判別しにくいが、女性は青いエプロンを身に付けている。青色のエプロンは、家事で汚れが目立たないとして当時よく使われていた。おそらく女性は家事をしており、そこに男性が訪問して会話が始まったという状況が推測される。
男性の赤い上着は兵士が着用したもので、特にデルフトの民兵の将校のものである。フェルメール自身も射手の地位にいたことから、社会的地位のある民兵としてこの絵のような服や帽子を持っていた可能性がある。同時代の画家ではピーテル・デ・ホーホの作品や、ヘンドリック・ファン・デル・ブルク『トランプをする人々』などにも同様の服装が見られる。フェルメールの作品では『取り持ち女』にも赤い上着の男が登場する。
男性がかぶっている黒い帽子は、裕福な者が身につける品物だった。当時はフェルト製の帽子がステイタス・シンボルであり、北米から輸入された高価なビーバーの毛皮製と安価な羊毛製に分かれていた。羊毛のフェルト帽子はクラップマッツと呼ばれ、縁がたれ下がる形なので、男性の帽子はビーバー製だと分かる。フェルト帽子は流行し、帽子にリボンを巻いたり飾りをつけることも行われた。画中の男性の帽子ははっきりと判別できないが、飾りかリボンのようなものがあり、当時の流行に沿っている。家の中で男性が帽子を脱ぐ習慣はまだ定着していない時代であり、男性もかぶったままである。帽子を脱ぐのは、祈祷の時、初めて食事をもてなす時、健康を祈って乾杯する時などに限られていた。

### 食器・家具

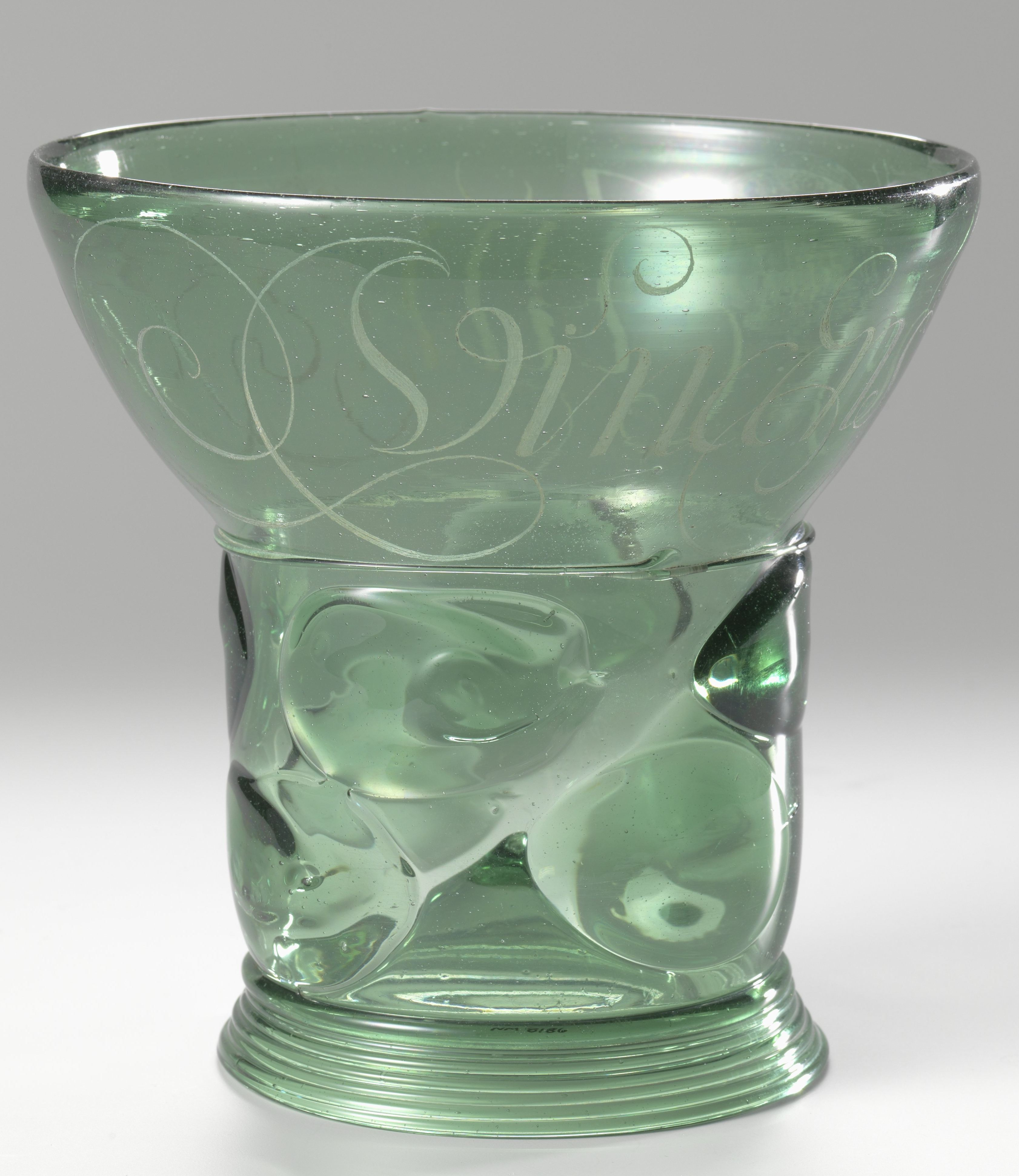
ベルケマイヤーのグラス、1646年製。

女性が手にしているのは白ワインが注がれたワイングラスで、グラスの形はドイツを中心に生産されていたベルケマイヤーに似ている。グラスがやや緑色がかっているのもベルケマイヤーと同様であり、酸化鉄が原因である。この種のグラスのデザインは木製の杯をもとにしたと言われており、まだフォークが普及する前の食事で指が滑らないように考慮されていた。ワインはビールより高価なため洗練さを象徴しており、グラスを持つ女性の手つきも当時の作法によれば上品な形になっている。ベルケマイヤーをもとに作られたとされるレーマーは、17世紀から18世紀のオランダの絵画で多く描かれた。
2人が腰かけている椅子の背もたれにはライオンの頭部が彫刻されており、スペイン椅子と呼ばれる木製の椅子である。装飾がスペイン風であるためこの名で呼ばれたが、ヨーロッパ各地で生産されていた。フェルメールはライオンの頭部の点描でも差し込む光を表現している。
テーブルクロスは緑色であり、兵士の上着の赤色と対照をなしている。当時は緑色の顔料が一般的でなく、黄色と青色を混ぜて作られた。フェルメールは鉛錫黄を他の作品でも用いており、黄色は鉛錫黄だった可能性がある。緑色は『窓辺で手紙を読む女』のカーテンなどにも見られる。

### 地図
壁にかけられた地図は、デルフトの地図製作者フェン・ベルケンローイ家が編集し、大手地図業者のウィレム・ヤンスゾーン・ブラウが1620年に出版した地図である。「オランダ全土とフリースランド西部の新精密地形図」と呼ばれており、オランダの独立戦争にあたる八十年戦争を称えるために製作された。地図がこの絵で担っている意味については、さまざまな解釈がある。地図の配色は海が茶色、陸が青という反対の配色になっており、戦争が過去のものとなった点と、この絵に登場するような軍人の権威低下を象徴するという解釈もある。また、地図は世俗世界を表しているので、男女の談笑という題材にも合っている。他方で、地図は軍事的に重要なものであり、2人の恋愛を戦闘にたとえているという説もある。17世紀のオランダは地図の製作が盛んであり、地図や地球儀は『絵画芸術』、『地理学者』など他のフェルメール作品にも見られる。同じ地図は『青衣の女』でも使われている。本作品では前述のように海が茶色、陸が青という配色になっているが、『青衣の女』では配色が異なり、フェルメールが作品のテーマによって変えていたことが分かる。

## 評価

### 風俗画としての特徴

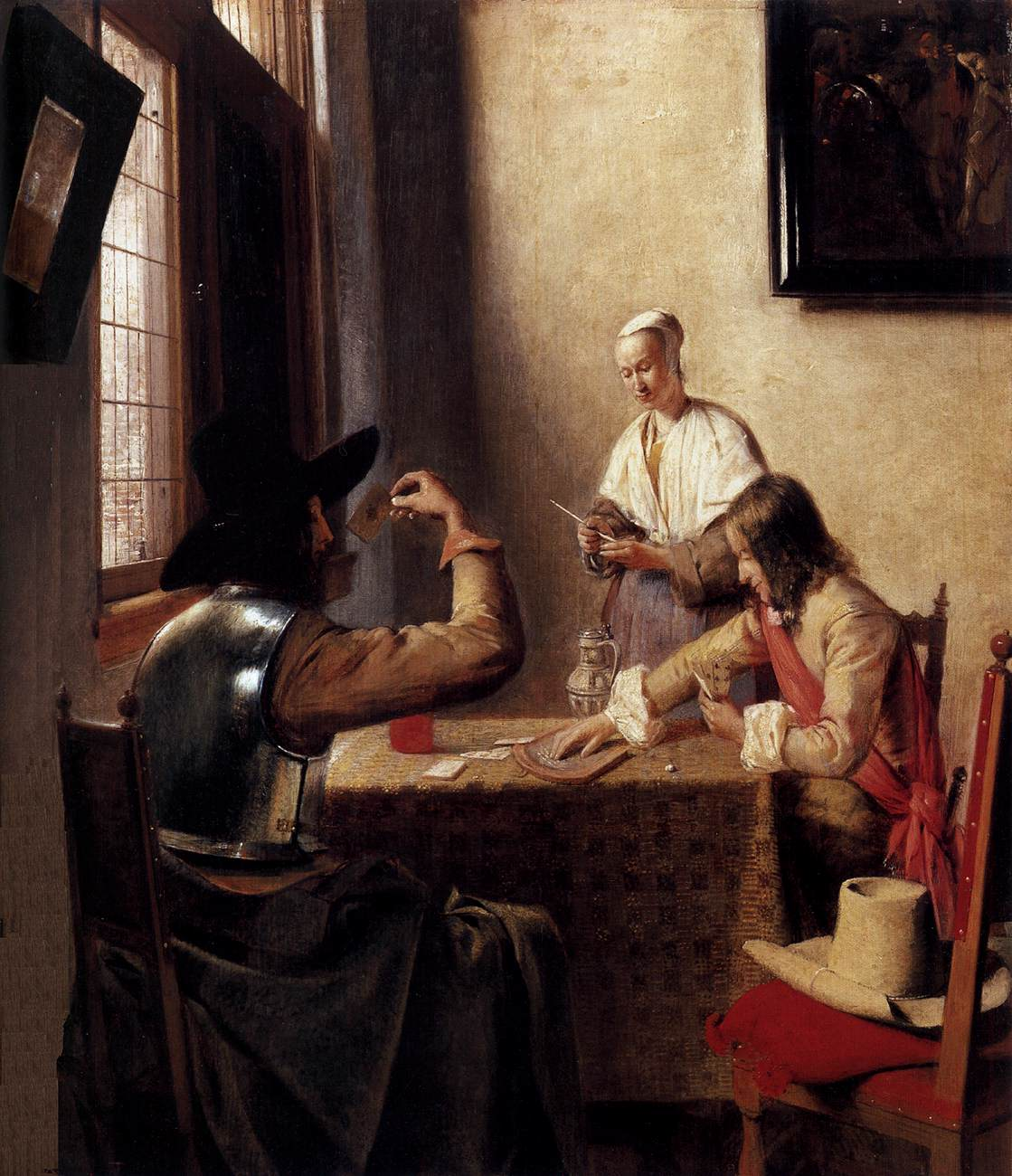
フェルメールの作品に共通する部分があるピーテル・デ・ホーホの『カード遊びをする2人の兵士とパイプを詰める女』（1658年頃）

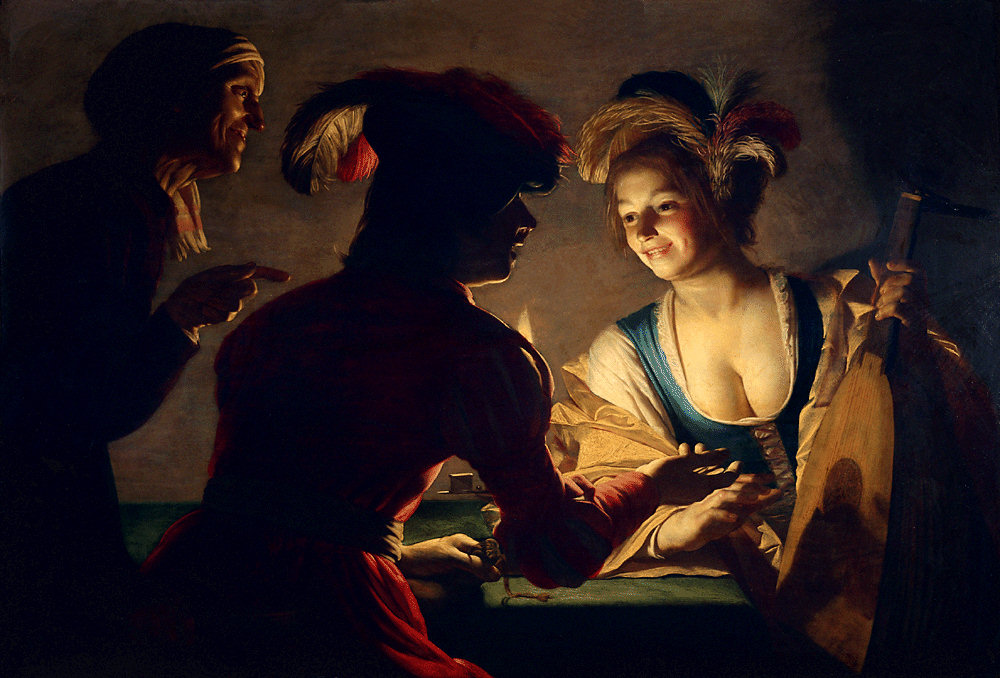
光の表現が本作品に似ているといわれる、ヘラルト・ファン・ホントホルストの『取り持ち女 (ホントホルスト)』（1625年）

当時のオランダの風俗画では、兵士が女性に言い寄ったり酒杯を交わす場面は多かった。一時期デルフトで暮らしていた画家デ・ホーホの1650年代の作品には、場面や登場人物が『兵士と笑う女』に似ている部分がある。ただしデ・ホーホが人物や事物を多く描いてにぎやかな空間を表現したのに対して、フェルメールはより静かな空間を描いた。
『兵士と笑う女』では、登場人物の関係を知る具体的な手がかりが少ない。当時の風俗画では男女関係や教訓の意味を示すために、リュート、コイン、喫煙、犬などを使ったが、フェルメールは本作品でそれらを描いていない。また、身ぶりや視線などの判断材料も少ない。フェルメールは描くものを減らして簡略化するとともに、教訓的意味を希薄にした。そのため、同じく男女とワインを描いた『紳士とワインを飲む女』や『女と二人の紳士』と比べても日常性が強調されている。鑑賞者を誘導する要素が少ないため、2人の関係は決定していない状態にある。同様の傾向は『眠る女』、『音楽の稽古』、『合奏』にも見られる。

### カメラ・オブスクラとの関係
フェルメールが制作に光学機器を用いたかという問題は19世紀から論争が続いており、そのきっかけが『兵士と笑う女』だった。1891年に版画家のジョセフ・ペネルは、男女の大きさの違いは写真の効果と同じではないかと論じた。1946年にハイヤット・メイヤーは、とある画家が1755年にカメラ・オブスクラを制作に使ったという記録をもとに、フェルメールも同じ機器を使った可能性があると論じた。1952年にローレンス・ガウイングは、顕微鏡の発明者であるアントニ・ファン・レーウェンフックがフェルメールと近しい関係にあった点を根拠として、カメラ・オブスクラ使用説をとなえた。
1971年にD.A.フィンクは、フェルメールがカメラ・オブスクラで見た像を正確に写しとったという説を出した。これに対してアーサー・K・ウィーロックは、フェルメールはカメラ・オブスクラの像をヒントにして、その特徴を利用したと反論した。1995年にヨルゲン・ウェイドムは、フェルメール作品では当時の透視法が厳格に適用されていると分析し、カメラ・オブスクラの像を正確に写した空間ではないと論じた。
仮にカメラ・オブスクラを使ったとすると、当時は長焦点で画角の狭いものが多かったため、大型のものを使った可能性がある。しかし、フェルメールの没後の財産目録にはカメラ・オブスクラはない。蔵書はあったため、その中に透視法の理論書が含まれていた可能性はある。

## 来歴
1682年にはデルフトの出版業者ヤーコプ・ディシウスのコレクションとなっており、フェルメール没後の1696年5月16日にアムステルダムで21点の作品が売りに出された時は『兵士と笑う女』も含まれていた。売り立て番号は11、価格は44ギルダーと記録されている。フェルメールの最も有力なパトロンだったピーテル・ファン・ライフェンに関連する作品だったと推測される。1861年にはリー・メインウォーリングが所蔵し、1866年にパリのレオポルド・ドゥーブルコレクション、1881年にドゥミドフ公、1891年にロンドンのS.S.ジョゼフ・コレクションの所蔵を経た。
その後、画商のノードラー商会によってフリック・コレクションが1911年に購入した。フリック・コレクションは邸宅美術館であり、フェルメールの作品は3点ある。『兵士と笑う女』が展示してあるのは階段ホールで、『中断されたレッスン』と同じスペースにある。フリック・コレクションは2006年現在、作品を貸し出さない方針のために研究される機会が少ない。